# Океан (песня)
«Океа́н» — сингл российской певицы Мари Краймбрери, выпущенный 24 июля 2020 года на лейбле Velvet Music.

## Музыкальное видео
8 сентября 2020 года на YouTube-канале Velvet Music был выставлен видеоклип на песню «Океан». Режиссёром клипа стал Serghey Grey.

## Отзывы
Ульяна Пирогова, корреспондент интернет-издания «ТНТ Music», заявила, что «лёгкое» настроение песни и танцевальные ритмы «дают „Океану“ все шансы стать новым летним хитом».

## Сертификации
Сингл получил платиновый статус по количеству прослушиваний.

## Чарты
| Чарт                           | Высшая позиция |
| ------------------------------ | -------------- |
| СНГ TopHit                     | 3              |
| РОФ (Top Radio & YouTube Hits) | 2              |
| РОФ-МОС                        | 7              |
| УКР (Top Radio & YouTube Hits) | 49             |
| Киев                           | 50             |

| Чарт                           | Высшая позиция |
| ------------------------------ | -------------- |
| СНГ TopHit                     | 6              |
| РОФ (Top Radio & YouTube Hits) | 2              |
| РОФ-МОС                        | 13             |
| УКР (Radio & YouTube Hits)     | 52             |
| Киев                           | 49             |

### Ежегодные чарты
| Чарт                           | Позиция |
| ------------------------------ | ------- |
| СНГ TopHit                     | 51      |
| РОФ (Top Radio & YouTube Hits) | 46      |
| РОФ-МОС                        | 57      |

## Награды и номинации
| Год  | Премия              | Номинация            | Результат | Ист.                             |
| ---- | ------------------- | -------------------- | --------- | -------------------------------- |
| 2020 | «Песня года»        | —                    | Победа    | [ источник не указан 1116 дней ] |
| 2021 | ЖАРА Music Awards   | Лучшее женское видео | Номинация | [ 6 ]                            |
| 2021 | «Золотой граммофон» | —                    | Победа    | [ 7 ]                            |